# Dragan Džajić
Dragan Džajić (serbisch-kyrillisch Драган Џајић; * 30. Mai 1946 in Ub, Serbien) ist ein ehemaliger jugoslawischer Fußballspieler, der vor allem als linker Flügelspieler aktiv war. Zuletzt war er Vizepräsident des serbischen Fußballverbandes. 

## Karriere

### Nationalmannschaft

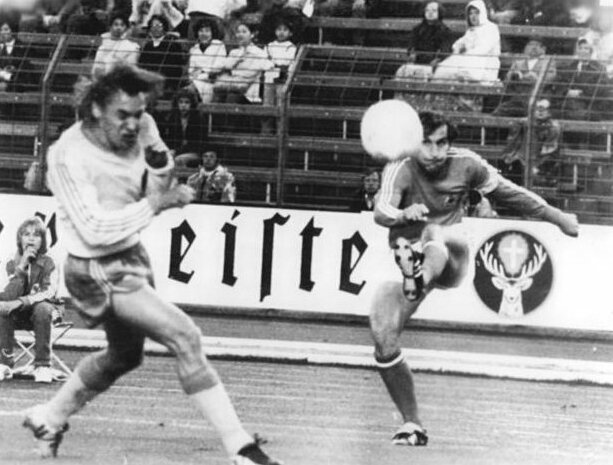
Džajić (rechts) bei der WM 1974

Dragan Džajić hatte den Höhepunkt seiner Länderspielkarriere im Halbfinale gegen den amtierenden Weltmeister England bei der Europameisterschaft 1968. Kurz vor Ende der Partie erzielte er den 1:0-Siegtreffer, wodurch die jugoslawische Nationalmannschaft ins Finale gegen Italien einzog.
1974 erreichte Džajić mit der jugoslawischen Nationalmannschaft bei der Weltmeisterschaft die zweite Finalrunde des Turniers, bei der er das erste Spiel gegen Deutschland mit 0:2 verlor.
Bei der Europameisterschaft 1976 in Jugoslawien sollte seine Mannschaft diesen Erfolg vor eigenem Publikum wiederholen. Im Halbfinale gegen Deutschland in Belgrad führte sie bereits nach 32 Minuten mit 2:0, Džajić erzielte das zweite Tor. Die Partie ging noch mit 2:4 verloren, das Spiel um den Dritten Platz gegen die Niederlande endete mit 2:3.
Für die Weltmeisterschaft 1978 in Argentinien konnte sich Jugoslawien nicht qualifizieren. Seine Mannschaft scheiterte an Spanien. Džajićs Karriere in der Nationalmannschaft war damit beendet.
Für das jugoslawische Nationalteam war er 85 Mal aufgelaufen und hatte dabei 23 Tore erzielt.

### Vereine
Den größten Teil seiner Karriere spielte er bei Roter Stern Belgrad. Mit 15 Jahren stand er schon in der ersten Mannschaft. Von 1961 bis 1975 bestritt er für die Belgrader 590 Spiele, in denen er 287 Tore erzielte. Džajić führte Roter Stern zu fünf Meisterschaften und vier Pokalsiegen. Dann ging er für zwei Jahre nach Frankreich zum SC Bastia, kehrte wieder zurück in die jugoslawische Hauptstadt und beendete seine Karriere 1979, nach einer letzten Saison für Roter Stern. Er gilt als einer der besten jugoslawischen Fußballspieler seiner Ära, weswegen er fünfmal in Welt- und Europaauswahlmannschaften stand.

## Spätere Laufbahn
Als technischer Direktor und später Präsident von Roter Stern Belgrad führte Džajić den Verein zu zahlreichen Titeln, darunter 1991 der Europapokal der Landesmeister.